# Lorenzo Pazolini
Lorenzo Silva de Pazolini (Vitória, 20 de maio de 1982) é ex-delegado de polícia, ex-deputado estadual e político brasileiro filiado ao Republicanos. É o atual prefeito de Vitória, assumiu o cargo no dia 1º de janeiro de 2021 após vencer as eleições no segundo turno com 58,50% dos votos válidos, somando 102.466 votos. Em 2024 foi reeleito em primeiro turno para mais um mandato na capital capixaba.

## Biografia
Formado em Direito, tem pós-graduação em Gestão de Segurança Pública. Ex-auditor de controle externo do Tribunal de Contas do Estado, é delegado de polícia e foi titular da Delegacia de Proteção à Criança e ao Adolescente. Nas eleições de 2018, foi eleito deputado estadual pelo Espírito Santo pelo antigo Partido Republicano Progressista (PRP), com 43.293 votos (2,22% dos válidos).
Disputou o segundo turno das eleições municipais de 2020 contra o candidato João Coser (PT) e foi eleito o 59º prefeito de Vitória, com 58,50% dos votos.
Tomou posse como prefeito de Vitória no dia 1º de janeiro de 2021.